# Houdi
Houdi, né en 2001 et originaire de Seine-et-Marne, est un rappeur, compositeur et interprète. Il apparaît sur la scène musicale en 2022 et gagne en popularité, jusqu’à participer à des festivals majeurs de la sphère musicale.

## Biographie

### Les débuts,WOKAetLA BÊTE(2022)
Houdi publie son premier morceau, Calmé, en avril 2022. Au cours du mois d'avril, il propose encore Cauchemar 3 et Enchanté. Les mois de mai et juin sont marqués par la série FPH (Faites Percer HOUDI), avec quatre morceaux, de #0 à #3. En juillet, il partage à nouveau trois singles, Correction, New Jersey et Rüdiger.
Au début du mois d'août, Houdi dévoile WOKA, son premier EP de quatre titres en solo. Il revient déjà à l'automne, avec des morceaux dévoilés tous les vendredis entre le 17 septembre et le 22 octobre, pour un total de six singles, accompagnés de clips. En novembre 2022, à la fin de ce marathon, Houdi partage son deuxième projet, intitulé LA BÊTE. Il s'agit d'un EP de huit titres solos.
En octobre 2022, Houdi participe au Freestyle Contest organisé par Dosseh pour la sortie de son nouvel album, alors qu'on l'a inscrit sans qu'il ne le sache Houdi y fait forte impression et attire les regards sur lui.

### 2023:GRHÜNT, LA FOLIE DES GRANDEURS,AVANT LES YEUXetSUN7
Houdi enchaîne en 2023 avec la sortie de quatre nouveaux projets. Tout d'abord GRHÜNT le 28 janvier, reprenant le concept des freestyles Grünt, puis LA FOLIE DES GRANDEURS en mars, sur lequel on retrouve le rappeur 34murphy, puis AVANT LES YEUX en commun avec le Marseillais Stony Stone en mai, avec une apparition du producteur Ghost Killer Track. Enfin SUN7, le 7 juillet 2023 (référence à son département, le 77). Quatre EPs de respectivement quatre, huit et deux fois neuf morceaux,.
Côté singles, Houdi débute en janvier avec Calmito, puis est invité par le média Raplume sur le morceau En Didi le même mois. Le 25 janvier, il collabore avec La Pépite sur le titre Crack.
En février, il est invité pour la première fois sur un morceau par le Label Blue Sky sur le projet Come Out Of The Blue (COOTB) vol.2 avec le morceau Tombé du ciel. Il sort ensuite un morceau en solo, avant d'apparaître sur le morceau Grv pas le temps des producteurs PushK et Giovanni, associés en Push&Gio.
En juillet 2023, quinze mois après sa première apparition dans la sphère musicale, Houdi totalise ainsi déjà 18 clips et plus de 30 titres.
En novembre, il apparaît sur l'album de Georgio, Années sauvages Part.2, sur le titre Lumière noire, puis sur la cinquième compilations de freestyles du Règlement, avec Nuketown. Son année 2023 se termine par une apparition sur la compilation Miel du média Raplume, sur Pas les mots en featuring avec Favé, et un single.

### Hood volume.1(2024)
Le 5 janvier 2024, Houdi sort sa première mixtape, HOOD VOLUME.1. Long de 12 titres, le projet comprend des collaborations avec Guy2Bezbar (sortie en single en novembre 2023), Ziak, Lesram, winnterzuko et Dosseh. « Il s’y illustre dans une ambiance street/kick assumée, où les flows cisaillés côtoient des basses lugubres », selon le site Aficia. Avec cette mixtape, Houdi fait son entrée dans le Top Albums du SNEP, en cinquième position, le 13 janvier.
Il annonce son concert à l'Olympia de Paris pour le 6 avril 2024, lui qui est sélectionné par la Fnac parmi les rappeurs à suivre pendant l'année 2024.

### Le dernier rayon de soleil (2024)
Le 13 septembre 2024, Houdi sort son nouvel album LE DERNIER RAYON DE SOLEIL comptant 13 nouveaux titres, dont TOTALLY SPIES et RAP CONSCIENT, deux singles sortis l’été 2024 accompagné d’un clip.

## Style
Houdi est reconnu pour sa polyvalence. Comme l'explique RapCity, Houdi « peut aussi bien kicker sur des prods boom bap que glisser sur de la trap, poser sur de la two-step ou pousser la chansonnette sur des morceaux mélodieux ». Il s'essaie aussi à la plug.
Sur sa mixtape HOOD VOLUME.1 sortie en janvier 2024, il collabore avec cinq artistes aux profils très différents : le classique Guy2Bezbar, le sombre drilleur Ziak, le kickeur old-school Lesram, l'hyperpop winnterzuko et le pilier du rap français Dosseh.
Parmi ses influences se placent Alpha Wann, Kekra et Lesram, mais également Nekfeu, La Fève, Népal ou encore PSO Thug et XV Barbar.

## Succès
En janvier 2024, Houdi compte plus d'un demi-million d'auditeurs mensuels sur Spotify.
Les éloges à son propos ne manquent pas : Mouv de RadioFrance écrit en mars 2023 qu'il peut devenir le "chouchou des auditeurs" de l'année et le qualifie de " rookie de ce début d'année". En fin d'année 2023, il est considéré comme "l'homme cagoulé de l'année écoulée" par le site abcdrduson.com.

## Vie privée
Houdi reste très discret concernant son identité et sa vie privée, il n'a jamais révélé son visage préférant porter un masque à chaque apparition publique.

## Discographie

### Mixtape
- 2024 : HOOD VOLUME.1
- 2024 : LE DERNIER RAYON DE SOLEIL

### EPs en commun
- 2023 : AVANT LES YEUX (avec Stony Stone)

### EPs
- 2022 : WOKA
- 2022 : LA BÊTE
- 2023 : GHRÜNT
- 2023 : LA FOLIE DES GRANDEURS
- 2023 : SUN7

### Singles
- 2022 : Calmé
- 2022 : Cauchemar 3
- 2022 : Enchanté
- 2022 : FPH #0
- 2022 : FPH #1
- 2022 : FPH #2
- 2022 : FPH #3
- 2022 : Correction
- 2022 : New Jersey
- 2022 : Rüdiger
- 2022 : Calmada
- 2022 : Dans ça
- 2022 : Disparaître
- 2022 : Mauvais rêve
- 2022 : Sociopathe
- 2022 : Chouchou des madames
- 2023 : Calmito
- 2023 : Le 12ème
- 2023 : Médicale
- 2023 : 100 (feat. Guy2Bezbar)
- 2023 : Belle chanson
- 2024 : À perte (feat. Dosseh)
- 2024 : Nuages (feat. Winnterzuko)
- 2024 : Mode Hardcore (feat. Ziak)
- 2024 : Dérapages (feat. Lesram)
- 2024 : Rap conscient
- 2024 : Totally Spies
- 2024 : Contre la galère
- 2024 : Dalida (feat. So La Lune)
- 2025 : INTÉRIEUR
- 2025 : RIBÉRY
- 2025 : SUNSEX

### Apparitions
2022 : 
- Joueurs de sex de Gemen feat. Houdi

2023 : 
- En Didi (Freestyle) de Raplume feat. Houdi
- Grv Pas Le Temps de Push & Gio feat. Houdi & Lets Go
- 7734 de 34murphy & Sobek feat. Houdi
- Magicien d'Oz de Pico feat. Houdi
- Pas la peine de La Financière feat. Houdi, Sobek
- Sophie Tel de $ije feat. Houdi, Sobek
- TP de Ben.C feat. Houdik
- Crack de La Pépite feat. Houdi
- Lumière noire de Georgio feat. Houdi
- Tombé du ciel de Giovanni & PushK feat. Houdi (sur la mixtape COOTB Vol.2)
- Boulo de Kronomuzik feat. Houdi, Maxime Biaggi, web7
- Pas les mots de Raplume feat. Houdi, Favé

2024 : 
- Cagoule de Kerchak feat. Houdi (sur la mixtape Saison 2)
- Nuketown de Le Règlement feat. Houdi
- On décolle de Deelee S feat. Houdi
- La folie de Sasso feat. Houdi (sur l'EP Vice City)
- Le temps de Skary avec Wysko & Houdi (sur l'album Le Horla)
- Négocie pas de Sto feat. Houdi (sur l'album Time Out (Vol.3))
- Stony Stone, Houdi & Ghost Killer Track - Hnina (sur l'album Avant les yeux)

2025 :
- Wadup!? sur High & Fines Herbes - La Saison 5 de Caballero & Jeanjass
- En pétard de 77degrés feat. Houdi